# Steven Uzzell
Steven Uzzell is een golfprofessional uit Yorkshire, Engeland. 

## Amateur
Steve Uzzell was lid van de Hornsea Golf Club en heeft de laatste jaren van zijn amateurstijd veel voor Engeland gespeeld. Hij speelt linkshandig.

### Gewonnen
- 2008: Brabazon Trophy

## Professional
In 2011 speelde Uzzell de EuroPro Tour, waar zijn beste resultaat een 3de plaats was bij de Integral Collection Classic op Hunley Hall. Een week later won hij de Stage 1 van de Tourschool op Wychwood Park.